# Список глав правительства Камеруна

Границы Камеруна с 1901 по 1962 годы

Список глав правительства Камеруна включает лиц, занимавших этот пост в Камеруне, включая периоды, когда его восточная и западная части находились под управлением Великобритании () и Франции () и когда после объединения страны в обеих её частях продолжали работу независимые друг от друга правительства ().
В списке принято выделение периодов в соответствии с официальным наименованием государства, а также периодов работы правительств в подопечных территориях ООН под управлением Франции и Великобритании (Французский Камерун и Британский Камерун), а после их объединения — в сохраняющих автономное управление Восточном и Западном Камеруне. Отчасти это совпадает с принятым в историографии выделением периодов действия республиканских конституций (по аналогии с выделением периодов истории Французской республики):
- Первая республика (фр. La 1re république du Cameroun) — Конституция 4 марта 1960 года[1];
- Вторая республика (фр. La 2e république du Cameroun) — Конституция 1 сентября 1961 года (федеративная)[2];
- Третья республика (фр. La 3e république du Cameroun) — Конституция 9 июня 1972 года (унитарная)[3];
- Четвёртая республика (фр. La 4e république du Cameroun) — Конституция 17 января 1996 года[4].

В настоящее время правительство возглавляет Премьер-министр Республики Камерун (фр. Premier Ministre de la République du Cameroun, англ. Prime Minister of the Republic of Cameroon). Премьер-министр организует работу правительства, при этом президент республики обладает полномочиями определять политику правительства, давать правительству и премьер-министру обязательные к исполнению указания, по своему усмотрению назначает и отрешает от должности как премьер-министра, так и членов правительства.
Согласно пункта 3 статьи 1 Конституции, официальными языками страны являются французский и английский, в связи с чем наименования государства и государственных должностей приведены на этих языках. Личные имена персон приведены на французском или английском языках в соответствии с принадлежностью лиц к франкофонам или англофонам.
Применённая в первом столбце таблиц нумерация является условной, буквенные коды в нумерации относятся «E» к восточной (франкоязычной), «W» к западной (англоязычной) частям страны. Также условным является использование в первых столбцах цветовой заливки, служащей для упрощения восприятия принадлежности лиц к различным политическим силам без необходимости обращения к столбцу, отражающему партийную принадлежность. Последовательные периоды формирования правительства одним лицом (например, восемь кабинетов Петера Мафани Мюсонга в 1996—2004 годах) показаны раздельно. В столбце «Выборы» отражены состоявшиеся выборные процедуры или иные основания, по которым лицо стало главой правительства.

## Британский Камерун (1954—1961)
1 октября 1954 года Британский Камерун, подопечная территория ООН под управлением Великобритании, стала автономной частью Федерации Нигерия (англ. Federation of Nigeria), созданной на основе колонии и протектората Нигерия (англ. Colony and Protectorate of Nigeria). В Британском Камеруне было сформировано временное правительство («правительственное управление») во главе с лидером Камерунского национального конгресса Эммунуэлем Эндели, поддерживающим объединение территории с Нигерией. На прошедших 24 января 1959 года парламентских выборах победу одержала Камерунская национально-демократическая партия, ориентированная на объединение территории с Французским Камеруном. 1 февраля 1959 года её лидер Джон Нгу Фонча стал премьер-министром нового правительства. По результатам организованного ООН 11 февраля 1961 года референдума Британский Камерун, в соответствии с резолюцией Генеральной ассамблеи ООН № 1608, принятой 21 апреля 1961 года, был разделён: его северная часть, населённая преимущественно мусульманским населением, 1 июня 1961 года была окончательно интегрирована в Нигерию, а Южный Камерун, преимущественно христианский, 1 октября 1961 года вошёл в состав Федеративной Республики Камерун.
|        | Портрет | Имя (годы жизни)                                                             | Полномочия     | Полномочия     | Партия                                         | Выборы | Должность                                                               | Пр.           |
| Начало | Портрет | Имя (годы жизни)                                                             | Окончание      |                | Партия                                         | Выборы | Должность                                                               | Пр.           |
| ------ | ------- | ---------------------------------------------------------------------------- | -------------- | -------------- | ---------------------------------------------- | ------ | ----------------------------------------------------------------------- | ------------- |
| W1     |         | Эммунуэль Мбела Лифат Эндели (1916—1988) англ. Emmanuel Mbela Lifate Endeley | 1 октября 1954 | 1 февраля 1959 | Камерунский национальный конгресс              | 1954   | лидер правительственного управления англ. Leader of Government Business | [ 9 ]         |
| W1     | 1957    | Эммунуэль Мбела Лифат Эндели (1916—1988) англ. Emmanuel Mbela Lifate Endeley | 1 октября 1954 | 1 февраля 1959 | Камерунский национальный конгресс              |        | лидер правительственного управления англ. Leader of Government Business | [ 9 ]         |
| W2 (I) |         | Джон Нгу Фонча (1916—1999) англ. John Ngu Foncha                             | 1 февраля 1959 | 1 октября 1961 | Камерунская национально-демократическая партия | 1959   | премьер-министр англ. Prime Ministers                                   | [ 10 ] [ 11 ] |

## Французский Камерун (1957—1960)
16 апреля 1957 года Французский Камерун, подопечная территория ООН под управлением Франции, получил статус автономного государства (фр. État du Cameroun, или автономной республики — фр. République Autonome du Cameroun).
12 мая 1957 года Пьер-Жозеф-Огюст Мессмер, верховный комиссар Французской республики в Камеруне (фр. Haut commissaire de la République), назначил Андре-Мари Мбиду, лидера Камерунской партии демократов, президентом Совета (правительства). 20 февраля 1958 года он был заменён на лидера Камерунского союза Ахмаду Ахиджо.
|        | Портрет | Имя (годы жизни)                                                | Полномочия      | Полномочия      | Партия                        | Выборы | Должность                                   | Пр.    |
| Начало | Портрет | Имя (годы жизни)                                                | Окончание       |                 | Партия                        | Выборы | Должность                                   | Пр.    |
| ------ | ------- | --------------------------------------------------------------- | --------------- | --------------- | ----------------------------- | ------ | ------------------------------------------- | ------ |
| E1     |         | Андре-Мари Мбида (1917—1980) фр. André-Marie Mbida              | 12 мая 1957     | 20 февраля 1958 | Камерунская партия демократов | 1956   | президент Совета англ. Président du Conseil | [ 15 ] |
| E2 (I) |         | Ахмаду Бабатура Ахиджо (1924—1989) фр. Ahmadou Babatoura Ahidjo | 20 февраля 1958 | 1 января 1960   | Камерунский союз              | 1956   | президент Совета англ. Président du Conseil | [ 16 ] |

## Республика Камерун (1960—1961)
После провозглашения независимости Республики Камерун (фр. République du Cameroun) 1 января 1960 года её главой (фр. Chef d'état) стал действующий президент Совета (правительства) Ахмаду Ахиджо. После его провозглашения 5 мая 1960 года президентом страны, на вакантный пост главы правительства 15 мая 1960 года он назначил Шарля Ассале.
|                                            | Портрет | Имя (годы жизни)                                                | Полномочия    | Полномочия     | Партия           | Выборы      | Пр.    |
| Начало                                     | Портрет | Имя (годы жизни)                                                | Окончание     |                | Партия           | Выборы      | Пр.    |
| ------------------------------------------ | ------- | --------------------------------------------------------------- | ------------- | -------------- | ---------------- | ----------- | ------ |
| E2 (I—II)                                  |         | Ахмаду Бабатура Ахиджо (1924—1989) фр. Ahmadou Babatoura Ahidjo | 1 января 1960 | 5 мая 1960     | Камерунский союз | [ комм. 5 ] | [ 16 ] |
| E2 (I—II)                                  | 1960    | Ахмаду Бабатура Ахиджо (1924—1989) фр. Ahmadou Babatoura Ahidjo | 1 января 1960 | 5 мая 1960     | Камерунский союз |             | [ 16 ] |
| должность вакантна c 5 до 15 мая 1960 года |         |                                                                 |               |                |                  |             |        |
| E3 (I)                                     |         | Шарль Ассале (1911—1999) фр. Charles Assalé                     | 15 мая 1960   | 1 октября 1961 | Камерунский союз | (1960)      | [ 19 ] |

## Федеративная Республика Камерун (1961—1972)

Флаг ФРК

По результатам организованного ООН 11 февраля 1961 года референдума Южный Камерун, являвшийся частью Британского Камеруна, подопечной территорией ООН под управлением Великобритании, вошёл в состав Камеруна в соответствии с резолюцией Генеральной ассамблеи ООН № 1608, принятой 21 апреля 1961 года. Объединение произошло 1 октября 1961 года путём провозглашения Федеративной Республики Камерун (фр. République Fédérale du Cameroun, англ. Federal Republic of Cameroon) на основе принятой 1 сентября 1961 года федеральной конституции, по которой страна объединила две части, сохранявшие самостоятельное правительственное администрирование — Восточный Камерун (бывшую франкоязычную Республику Камерун) и Западный Камерун (бывший англоязычный Южный Камерун). После слияния в 1966 году Камерунского союза и Камерунской национально-демократической партии в Камерунский национальный союз в стране установилась однопартийная система власти.

### Восточный Камерун
В Восточном Камеруне (бывшей франкоязычной Республике Камерун) первоначально сохранило полномочия правительство во главе с Шарлем Ассале. В последующем назначение главы правительства происходило с учётом результатов парламентских выборов, которые проводились одновременно, но раздельно в восточной и западной частях страны.
|           | Портрет                       | Имя (годы жизни)                                              | Полномочия     | Полномочия     | Партия           | Выборы      | Пр.    |
| Начало    | Портрет                       | Имя (годы жизни)                                              | Окончание      |                | Партия           | Выборы      | Пр.    |
| --------- | ----------------------------- | ------------------------------------------------------------- | -------------- | -------------- | ---------------- | ----------- | ------ |
| E3 (I—II) |                               | Шарль Ассале (1911—1999) фр. Charles Assalé                   | 1 октября 1961 | 19 июня 1965   | Камерунский союз | [ комм. 8 ] | [ 19 ] |
| E3 (I—II) | 1964                          | Шарль Ассале (1911—1999) фр. Charles Assalé                   | 1 октября 1961 | 19 июня 1965   | Камерунский союз |             | [ 19 ] |
| E4        |                               | Винсент де Поль Аханда (1918—1975) фр. Vincent De Paul Ahanda | 19 июня 1965   | 20 ноября 1965 | Камерунский союз | [ 23 ]      |        |
| E5        |                               | Симон-Пьер Тшунгуи (1916—1997) фр. Simon Pierre Tchoungui     | 20 ноября 1965 | 2 июня 1972    | Камерунский союз | 1970        | [ 24 ] |
|           | Камерунский национальный союз | Симон-Пьер Тшунгуи (1916—1997) фр. Simon Pierre Tchoungui     | 20 ноября 1965 | 2 июня 1972    |                  | 1970        | [ 24 ] |

### Западный Камерун
В Западном Камеруне (территория бывшего англоязычного Южного Камеруна) первоначально сохранило полномочия правительство во главе с Джоном Нгу Фончей. В последующем назначение главы правительства происходило с учётом результатов парламентских выборов, которые проводились одновременно, но раздельно в восточной и западной частях страны.
|           | Портрет                       | Имя (годы жизни)                                            | Полномочия     | Полномочия     | Партия                                         | Выборы       | Пр.           |
| Начало    | Портрет                       | Имя (годы жизни)                                            | Окончание      |                | Партия                                         | Выборы       | Пр.           |
| --------- | ----------------------------- | ----------------------------------------------------------- | -------------- | -------------- | ---------------------------------------------- | ------------ | ------------- |
| W2 (I—II) |                               | Джон Нгу Фонча (1916—1999) англ. John Ngu Foncha            | 1 октября 1961 | 13 мая 1965    | Камерунская национально-демократическая партия | [ комм. 12 ] | [ 10 ] [ 11 ] |
| W2 (I—II) | 1964                          | Джон Нгу Фонча (1916—1999) англ. John Ngu Foncha            | 1 октября 1961 | 13 мая 1965    | Камерунская национально-демократическая партия |              | [ 10 ] [ 11 ] |
| W3        |                               | Огастин Нгом Джуа (1924—1977) англ. Augustine Ngom Jua      | 13 мая 1965    | 11 января 1968 | Камерунская национально-демократическая партия | [ 25 ]       |               |
| W3        | Камерунский национальный союз | Огастин Нгом Джуа (1924—1977) англ. Augustine Ngom Jua      | 13 мая 1965    | 11 января 1968 |                                                | [ 25 ]       |               |
| W4        |                               | Соломон Танденг Муна (1918—1975) англ. Salomon Tandeng Muna | 11 января 1968 | 2 июня 1972    | 1970                                           | [ 26 ]       |               |

## Объединённая Республика Камерун (1972—1984)

Флаг (с 1975)

20 мая 1972 года прошёл инициированный президентом Ахмаду Ахиджо референдум о преобразовании Федеративной Республики Камерун в унитарное государство. По его результатам 2 июня была провозглашена Объединённая Республика Камерун (фр. République unie du Cameroun, англ. United Republic of Cameroon).
Деятельность действовавших в её частях отдельных правительств было прекращена, однако пост премьер-министра объединённого правительства не был создан, и до 30 июня 1975 года кабинет находился под прямым президентским управлением. 25 января 1984 года президент восстановил прямое управление правительством, вновь упразднив пост его главы.
|                | Портрет | Имя (годы жизни)                                                                                          | Полномочия      | Полномочия      | Партия                        | Выборы | Пр.    |
| Начало         | Портрет | Имя (годы жизни)                                                                                          | Окончание       |                 | Партия                        | Выборы | Пр.    |
| -------------- | ------- | --- | --------------- | --------------- | ----------------------------- | ------ | ------ |
| 1 (I—II)       |         | Поль Бийя (1933—) фр. Paul Biya урожд. Поль-Бартелеми Бийя би Мвондо фр. Paul Barthélemy Biya'a bi Mvondo | 30 июня 1975    | 6 ноября 1982   | Камерунский национальный союз | (1973) | [ 27 ] |
| 1 (I—II)       | 1978    | Поль Бийя (1933—) фр. Paul Biya урожд. Поль-Бартелеми Бийя би Мвондо фр. Paul Barthélemy Biya'a bi Mvondo | 30 июня 1975    | 6 ноября 1982   | Камерунский национальный союз |        | [ 27 ] |
| 2              |         | Белло Буба Мегари (1947—) фр. Bello Bouba Maigari                                                         | 6 ноября 1982   | 22 августа 1983 | Камерунский национальный союз | 1983   | [ 28 ] |
| 3              |         | Люк Эанг (1947—) фр. Luc Ayang                                                                            | 22 августа 1983 | 25 января 1984  | Камерунский национальный союз | 1983   | [ 29 ] |
| пост упразднён |         | |                 |                 |                               |        |        |

## Республика Камерун (с 1984)
24 февраля 1984 года официальное наименование страны было вновь изменено на Республика Камерун (фр. République du Cameroun, англ. Republic of Cameroon). Пост премьер-министра был восстановлен 26 апреля 1991 года, до этого кабинет находился под прямым президентским управлением. В 1992 года была восстановлена многопартийная система.
Одной из целей переименования была формальная ликвидация напоминания о прошлом разделении страны, в связи с обострением сепаратизма в её западной англоязычной части (бывшего Южного Камеруна), где 1 октября 2017 года была провозглашена независимость Федеративной Республики Амбазония (англ. Federal Republic of Ambazonia) и начата вооружённая борьба Сил самообороны Амбазонии с центральным правительством.
|            | Портрет          | Имя (годы жизни)                                     | Полномочия       | Полномочия       | Партия                                        | Выборы           | Пр.           |
| Начало     | Портрет          | Имя (годы жизни)                                     | Окончание        |                  | Партия                                        | Выборы           | Пр.           |
| ---------- | ---------------- | ---------------------------------------------------- | ---------------- | ---------------- | --------------------------------------------- | ---------------- | ------------- |
| 4          |                  | Саду Эату (1942—2019) фр. Sadou Hayatou              | 26 апреля 1991   | 6 апреля 1992    | Камерунское народное демократическое движение | 1992             | [ 32 ]        |
| 5          |                  | Симон Ашиди Ашу (1934—2021) фр. Simon Achidi Achu    | 6 апреля 1992    | 19 сентября 1996 | Камерунское народное демократическое движение | 1992             | [ 33 ]        |
| 6 (I—VIII) |                  | Петер Мафани Мюсонг (1942—) фр. Peter Mafany Musonge | 19 сентября 1996 | 21 апреля 1997   | Камерунское народное демократическое движение | 1997             | [ 34 ]        |
| 6 (I—VIII) | 21 апреля 1997   | Петер Мафани Мюсонг (1942—) фр. Peter Mafany Musonge | 7 декабря 1997   |                  | Камерунское народное демократическое движение | 1997             | [ 34 ]        |
| 6 (I—VIII) | 7 декабря 1997   | Петер Мафани Мюсонг (1942—) фр. Peter Mafany Musonge | 1 января 1999    |                  | Камерунское народное демократическое движение | 1997             | [ 34 ]        |
| 6 (I—VIII) | 1 января 1999    | Петер Мафани Мюсонг (1942—) фр. Peter Mafany Musonge | 18 марта 2000    |                  | Камерунское народное демократическое движение | 1997             | [ 34 ]        |
| 6 (I—VIII) | 18 марта 2000    | Петер Мафани Мюсонг (1942—) фр. Peter Mafany Musonge | 27 апреля 2001   |                  | Камерунское народное демократическое движение | 1997             | [ 34 ]        |
| 6 (I—VIII) | 27 апреля 2001   | Петер Мафани Мюсонг (1942—) фр. Peter Mafany Musonge | 24 августа 2002  |                  | Камерунское народное демократическое движение | 1997             | [ 34 ]        |
| 6 (I—VIII) | 24 августа 2002  | Петер Мафани Мюсонг (1942—) фр. Peter Mafany Musonge | 23 апреля 2004   | 2002             | Камерунское народное демократическое движение |                  | [ 34 ]        |
| 6 (I—VIII) | 23 апреля 2004   | Петер Мафани Мюсонг (1942—) фр. Peter Mafany Musonge | 8 декабря 2004   | 2002             | Камерунское народное демократическое движение |                  | [ 34 ]        |
| 7 (I—III)  |                  | Эфраим Инони (1947—) фр. Ephraïm Inoni               | 8 декабря 2004   | 2002             | Камерунское народное демократическое движение | 22 сентября 2006 | [ 35 ]        |
| 7 (I—III)  | 22 сентября 2006 | Эфраим Инони (1947—) фр. Ephraïm Inoni               | 7 сентября 2007  | 2002             | Камерунское народное демократическое движение |                  | [ 35 ]        |
| 7 (I—III)  | 7 сентября 2007  | Эфраим Инони (1947—) фр. Ephraïm Inoni               | 30 июня 2009     | 2007             | Камерунское народное демократическое движение |                  | [ 35 ]        |
| 8 (I—IV)   |                  | Филемон Йюнжи Йанг (1947—) фр. Philémon Yunji Yang   | 30 июня 2009     | 2007             | Камерунское народное демократическое движение | 8 декабря 2011   | [ 36 ] [ 37 ] |
| 8 (I—IV)   | 8 декабря 2011   | Филемон Йюнжи Йанг (1947—) фр. Philémon Yunji Yang   | 1 октября 2015   | 2007             | Камерунское народное демократическое движение |                  | [ 36 ] [ 37 ] |
| 8 (I—IV)   | 8 декабря 2011   | Филемон Йюнжи Йанг (1947—) фр. Philémon Yunji Yang   | 1 октября 2015   | 2013             | Камерунское народное демократическое движение |                  | [ 36 ] [ 37 ] |
| 8 (I—IV)   | 1 октября 2015   | Филемон Йюнжи Йанг (1947—) фр. Philémon Yunji Yang   | 1 марта 2018     |                  | Камерунское народное демократическое движение |                  | [ 36 ] [ 37 ] |
| 8 (I—IV)   | 1 марта 2018     | Филемон Йюнжи Йанг (1947—) фр. Philémon Yunji Yang   | 4 января 2019    |                  | Камерунское народное демократическое движение |                  | [ 36 ] [ 37 ] |
| 9          |                  | Жозеф Дьон Нгют (1954—) фр. Joseph Dion Ngute        | 4 января 2019    | действующий      | Камерунское народное демократическое движение | [ 38 ] [ 39 ]    |               |
| 9          | 2020             | Жозеф Дьон Нгют (1954—) фр. Joseph Dion Ngute        | 4 января 2019    | действующий      | Камерунское народное демократическое движение | [ 38 ] [ 39 ]    |               |